# Яблонская-Уден, София
Яблонская-Уден София (15 мая 1907, Германов, сейчас Тарасовка, Львовская область, Украина — 4 февраля 1971, Франция) — украинская писательница, журналистка, путешественница, фотограф.

## Биография
Родилась в священнической семье 15 мая 1907 г. в с. Германов (теперь Тарасовка Львовской обл.).
В годы Первой мировой войны попала в Россию, где училась в Таганроге. В 1921 г. вернулась на родину, училась в учительской гимназии, драматической студии, закончила торговую школу во Львове. Ей пророчили успешную актёрскую карьеру, но она бросила все и отправилась 1927 г. в Париж осваивать технику съемки документального кино — оттуда начались её кругосветные путешествия.
Из Франции путешествовала сначала в Марокко, а затем через Порт-Саид, Джибути, Цейлон во французский Индокитай, посетила Лаос, Камбоджу, провинцию Юньнань (Китай), Сиам, Малайский архипелаг, Яву и Бали, остров Таити, Австралию и Новую Зеландию, Северную Америку (США и Канаду).
Свои репортажи из путешествий публиковала в журналах «Женская доля» і «Новая хата», «Мы и мир», «На встречу», «Дело», «Новые пути».
Пятнадцать лет прожила в Китае, где вышла замуж за француза Жана Удена.
В 1950 году вернулись в Европу и поселились сначала в Париже. В этот период София пережила несколько тяжелых потерь: в 1946 году умер Степан Левинский, затем трагическая смерть сестры Ольги, впоследствии смерть матери, в 1955 году тяжело переживает трагическую смерть мужа Жана Удена. После всех потерь София покидает Париж и выезжает на о. Нуармутье, возле атлантического побережья Франции. Опять вернулась к литературному творчеству — написала повесть-воспоминание «Розмова з батьком», в которой коснулась своего детства и всего родного.
Погибла в автомобильной катастрофе 4 февраля 1971 г. во Франции.

## Творчество
Автор сборника эпических произведений «Чар Марока» (1932), «З країни рижу та опію» (1936), «Далекі обрії» (в 2 ч., 1939), сборники очерков и рассказов «Дві ваги — дві міри» (1972, после смерти). Во всех изданиях вмещала собственные фотографии, которые удачно иллюстрировали быт и культуру экзотических краев и народов.
Отдельные издания:
- Яблонская С. Далекі обрії. — Львов, 1939. — 169 с.
- Яблонская С. Дві ваги — дві міри. Оповідання та нариси. — Париж, 1972. — 105 с.
- Яблонская С. Книга про батька: З мого дитинства. — Едмонтон — Париж: Слово, б. р. — 237 с.

### Посмертные издания
- Рассказ и очерк «Дві ваги — дві міри» (1972), «Книга про батька» (1977).
- София Яблонская. Чар Марока. З країни рижу та опію. Далекі обрії: Подорожні нариси / За редакцией редакція Василия Габора. — Львов: ЛА «Пирамида», 2015. — 372 с.
- София Яблонская. Фото / Sophia Yablonska. Photos. Библиотека украинского искусства, Издатель Александр Савчук, Киев-Харкьов, 2017. 128 страниц, 107 илюстраций.

### Произведения на французской языке
- L’Année ensorcelée, Les Horizons lointains (1972).
- Le charme du Maroc (1973).
- Mon enfance en Ukraine (1981).
- Au pays du riz et de l’opium (1986).